# Metachanda
Metachanda är ett släkte av fjärilar. Metachanda ingår i familjen Metachandidae.
Metachanda är enda släktet i familjen Metachandidae.

## Dottertaxa tillMetachanda, i alfabetisk ordning[1]
- Metachanda aldabrella
- Metachanda anomalella
- Metachanda argentinigrella
- Metachanda astrapias
- Metachanda autocentra
- Metachanda barchychlaena
- Metachanda baryscias
- Metachanda benoistella
- Metachanda borbonicella
- Metachanda brunneopunctella
- Metachanda cafrerella
- Metachanda citrodesma
- Metachanda classica
- Metachanda coetivyella
- Metachanda columnata
- Metachanda cophaea
- Metachanda crocozona
- Metachanda crypsitricha
- Metachanda declinata
- Metachanda drypsolitha
- Metachanda eophaea
- Metachanda eucyrtella
- Metachanda fimbriata
- Metachanda fortunata
- Metachanda fulgidella
- Metachanda fumata
- Metachanda gerberella
- Metachanda glaciata
- Metachanda gymnosopha
- Metachanda hamonella
- Metachanda heterobela
- Metachanda holombra
- Metachanda hugotella
- Metachanda hydraula
- Metachanda larochroa
- Metachanda louvelella
- Metachanda malevola
- Metachanda miltospila
- Metachanda mormodes
- Metachanda nigromaculella
- Metachanda noctivaga
- Metachanda oncera
- Metachanda oxyacma
- Metachanda oxyphrontis
- Metachanda phalarodora
- Metachanda plumbaginella
- Metachanda prodelta
- Metachanda ptilodoxa
- Metachanda reunionella
- Metachanda rungsella
- Metachanda rutenbergella
- Metachanda sublevata
- Metachanda taphrospila
- Metachanda thaleropis
- Metachanda trimetropa
- Metachanda trisemanta
- Metachanda trixantha